# پرسیوال
سِر پرسیوال (انگلیسی: Percival)، یکی از شوالیه‌های میز گرد در داستان شاه آرتور است. وی عین حال یکی از ۳ کاوشگر مشهور جام مقدس می‌باشد.
او از سلحشورترین و مورد اعتمادترین شوالیه‌های میز گرد بود. از پرسیوال، اولین بار توسط نویسنده فرانسوی. چریتن دِ ترویس (کرتین دو تروا) در «پرسیوال، داستان جام مقدس» نام برده شده‌است.

## داستان پرسیوال در کتاب کرتین دو تروا
مطابق کتاب پرسیوال کرتین دو تروا پرسیوال پدر شوالیه‌اش را از دست داده بود و مادر بیوه‌اش او را در جنگل‌های ولز بزرگ کرد تا از جنگ و شوالیه‌گری به دور باشد. به همین سبب پرسیوال چیزی از تبار شوالیه پدرش نمی‌دانست تا آن که روزی با سربازان شاه آرتور مواجه شد. او علی رغم مخالفت مادر به دربار شاه آرتور رفت. در دربار آرتور او را ریشخند می‌کردند و آرتور نیز به او اعتنایی نداشت. پرسیوال برای اثبات شایستگی خود شخصی به نام شوالیه قرمزپوش را که جام آرتور را دزدیده بود, شکست داد و کشت و از آن پس مقام شوالیه قرمزپوش را کسب کرد اما با این وجود پرسیوال شور ماجراجویی و جهانگردی داشت و به همین سبب دربار آرتور را ترک کرد.
پرسیوال پس از خروج از قصر آرتور با ماجراهایی متعددی مواجه شد. او در راه با شوالیه‌ نجیب‌زاده‌ای به نام گورنمان بر می‌خورد که او را در کاخش میهمان و با قواعد نظام شوالیه‌گری آشنا می‌کند و به خصوص وی را سفارش کرد که از فضولی پرهیز کند و تا جای ممکن ساکت و خاموش باشد و درباره موضوعی که به او ربطی ندارد, چیزی نپرسد. نصیحتی که بعدها در سرنوشت پرسیوال تأثیر بنیادینی داشت. 
پرسیوال که مادرش را تنها رها کرده بود و تردید داشت که او هنوز زنده است یا مرده, بابت رفتارش رنج می‌برد و نمی‌توانست یک جا آرام بگیرد بنابراین کاخ را ترک کرد. پرسیوال که هنوز روحش به پاکی روح یک کودک معصوم بود, در راه با دختری زیبارو به نام بلانش‌فلور آشنا می‌شود. این دختر چون به خواستگار شوالیه‌اش جواب رد داده بود, گروهی از شوالیه‌ها به کاخ وی حمله بردند. پدر دختر و سربازانش را کشتند و بلانش‌فلور را به اسارت بردند. پرسیوال بلانش‌فلور را رها ساخت. اگرچه که بلانش‌فلور قصد ازدواج با پرسیوال داشت اما یاد و خاطره مادر, پرسیوال را آزار می‌داد و او مجبور بود که بلانش‌فلور را ترک کند. در حقیقت عشق به بلانش‌فلور, یاد و خاطره مادر را در دل پرسیوال زنده کرده بود. 
بار دیگر این سیر و سفر پرسیوال برای یافتن مادر, ا. را گرفتار ماجرای جدیدی ساخت. این بار در راه او با پیرمردی مواجه شد که در قایق خود در برکه ماهی‌گیری می‌کرد و همزمان مستخدمش در قایق پارو می‌زد. این پیرمرد که به فیشر کینگ (پادشاه ماهیگیر) معروف هست, قصر و خدم و حشمی داشت. فیشر کینگ او را به ضیافت دعوت کرد. در قصر او خدم و حشم را دید که یک نیزه خون‌آلود و یک جام زرین درخشان را حمل می‌کردند. آن‌ها دائما از یک در وارد می‌شدند و سپس به اتاقی دیگر می‌رفتند. پرسیوال علی رغم حس کنجکاوی به خاطر آموزه‌های شوالیه‌گری که از گورنمان آموخته بود, از پرسش پرهیز کرد. صبح روز بعد که در قصر از خواب بیدار شد, قصر خالی از سکنه بود. 
پرسیوال سرگشته و حیران در جنگل‌های ولز سرگردان بود. بالاخره پس از ماجراهای متعدد, شاه آرتور که سربازانی را به دنبال پرسیوال فرستاده بود, موفق می‌شوند پرسیوال را به قصر آرتور بازگردانند. در دربار آرتور, پیرزنی سوار بر قاطر به او گفت فیشر کینگ به علت بیماری, فلج شده و جز ماهیگیری سرگرمی دیگری نداشت و اگر پرسیوال درباره ماجرای نیزه و جام سوال می‌کرد, فیشر کینگ شفا می‌یافت. همچنین پیرزن به او گفت که این جام همان جام مقدس عیسی در شام آخر است. پرسیوال بار دیگر قصر را رها کرد و پنج سال به دنبال جام مقدس گشت اما چیزی نیافت
در نهایت پرسیوال در یک روز جمعه کلیسایی را در وسط جنگل دید. او که هیچ گاه پا به کلیسا نگذاشته بود و چیزی از خدا و مذهب نمی‌دانست به کلیسا رفت و در آنجا کشیشی را یافت که نزد او توبه کند. کشیش به او گفت که علت بدبختی‌هایش این هست که مادرش را تنها رها کرده و اکنون نیز مادرش فوت کرده است. همچنین کشیش فاش کرد که خود او دایی پرسیوال هست. همچنین پدر فیشر کینگ نیز دایی دیگر آرتور است و به این ترتیب فیشر کینگ در حقیقت پسردایی اوست. پدر فیشر کینگ سالهاست که به دلیل کهولت سن عملا از اتاق خارج نمی‌شود و دسته‌جات خدم و حشم که دیده غذا برای او می‌بردند اما او چنان آدم ساده‌زیست و باتقوایی است که به یک نان اکتفا می‌کند (نان که نماد جسم عیسی هست) و اگر آرتور درباره نیزه و جام از فیشر کینگ سوال می‌کرد, او شفا می‌یافت و به سبب ظلمی که بر مادرش کرده, قادر به پرسش نبوده است. اما داستان در همین جا به علت مرگ نویسنده نیمه‌کاره باقی می‌ماند ولی بعدها داستان پرسیوال کرتین دو تروا الگویی برای شاعران و نویسندگان اروپای غربی قرون وسطی برای داستان‌نویسی شد.
این قصه از آن رو که ناتمام است, مسئله را حل نمی‌کند بلکه بر مشکلات می‌افزاید. درباره نیزه توضیح داده نشد, همچنین چرا آن پرسش باید شاه فیشر را درمان کند. معلوم نیست آیا دو پادشاه در قصر هستند (چنان‌که در بسیاری از رمانس‌های متأخر آمده است). جام مقدس در پایان داستان به صورت ظرف بزرگی توصیف می‌شود که نان عشای ربانی از روی آن به پدر شاه فیشر تعارف می‌شود. اما به دست یک زن و نه به دست یک کشیش که خود مسئله‌ای غیر رسمی و غیر کلیسایی است. بخشی از محققان تردید دارند که بخش پایانی قصه را خود کرتین دو تروا نوشته باشد. این قصه آشکارا ماهیت مسیحی دارد اما بن‌مایه‌های کافرکیشانه (پاگانی) و اساطیر سلتی در آن دیده می‌شود.